# Philipp Mickenbecker – Real Life
Philipp Mickenbecker – Real Life ist ein Dokumentarfilm von Lukas Augustin und Alexander Zehrer über den deutschen YouTuber Philipp Mickenbecker, der im Alter von 23 Jahren an einem Krebsleiden verstarb.
Der Film spricht dabei über das Hoffen und Warten auf ein Wunder, über den Umgang mit der eigenen Endlichkeit, in einer Lebensphase, in der man über den Tod eigentlich nicht nachdenken möchte und über einen Freundeskreis, der sich diesen Herausforderungen gemeinsam stellt.
Die Weltpremiere erfolgte am 18. September 2023 im Berliner Delphi Filmpalast. Ab dem 18. September 2023 lief der Film in 335 Kinos.

## Handlung
Die Zwillinge Philipp und Johannes Mickenbecker gründeten im Jahr 2016 den YouTube-Kanal The Real Life Guys, der Stand 2023 über 1,6 Mio. Abonnenten hat. Auf dem Kanal zeigen sie Videos zu „Do it Yourself“-Projekten wie Schlittschuhen auf Kettensägen, einem U-Boot aus Badewannen oder einer fliegenden Badewanne.
Nach einigen Jahren erfährt Philipp Mickenbecker von seiner dritten Krebsdiagnose. Die ersten beiden hatte er nicht publik gemacht und erfolgreich überwunden. Bei der dritten Diagnose teilt er seinen Gesundheitszustand mit seinen Fans. Der Film zeigt einen jungen Menschen, der durch seine Lebensfreude, seine Hoffnung und einen Glauben an Gott, den ihm auch drei Krebserkrankungen nicht nehmen konnten, für viele Menschen zur Inspiration wurde.
Philipps Freunde kochen für ihn, pflegen ihn und gehen mit ihm auf zwei große Reisen. Dabei stellen sie sich den Fragen: „Wie soll man mit so einem großen Leid umgehen? Kann es einen Gott geben, der so etwas zulässt und welchen Sinn hat das Ganze?“. Nach einer Reise in die Dominikanische Republik verschlechtert sich Philipps Zustand rasant und er kommt ins Krankenhaus. Dort versammeln sich seine engsten Freunde und nehmen gemeinsam Abschied von ihm. Philipp hält bis zuletzt an seinem Glauben fest und findet einen höheren Sinn darin. Auch kurz vor seinem Tod findet Philipp für seine Freunde noch ermutigende Worte.

## Produktion

### Vorgeschichte
Die Idee einen Dokumentarfilm zu drehen, entstand bei den Regisseuren Lukas Augustin und Alexander Zehrer bereits im Jahr 2020. Lukas Augustin war schon zu diesem Zeitpunkt mit dem Produzenten und Initiator des Projektes Andrea di Meglio von der der Produktionsfirma Siloam Productions auf der Suche nach einem passenden Protagonisten, für einen Dokumentarfilm.
Kurz darauf hörten die beiden Regisseure die Geschichte von Philipp Mickenbecker, welche bereits zu diesem Zeitpunkt eine mediale Aufmerksamkeit erreicht hatte. Nach einigen Gesprächen zwischen den Real Life Guys und den Regisseuren, begannen im Februar 2021 die Dreharbeiten. Zu diesem Zeitpunkt lag die Krebsdiagnose bereits mehr als 6 Monate zurück, der zufolge Philipp nur noch wenige Wochen bis Monate zu leben hatte.
Der Film wurde durch Crowdfunding finanziert, bei dem mehr als 6000 Menschen insgesamt 550.000 EUR sammelten. Im Verlauf der Postproduktion und des Verleihs haben zudem 100 Menschen ehrenamtlich an dem Projekt mitgewirkt.

### Dreharbeiten
Die Regisseure Lukas Agustin und Alexander Zehrer begleiteten Mickenbecker während seiner letzten Monate. Nie zuvor hatten sie einen Menschen bis an sein Totenbett und in den Tod mit der Kamera begleitet.

### Produktion, Marketing und Veröffentlichung
Als Produktionsfirma agierte Siloam Productions unter der Leitung von Andrea di Meglio. Daneben fungierte Sem Gray als Produzent und Verleiher.
Nach der Filmpremiere am 18. September 2023 im Berliner Delphi Filmpalast folgte eine Premieren-Tour durch Deutschland, Österreich und die Schweiz. Ab dem 5. Oktober war der Film im regulären Kinoprogramm zu sehen.
Unterstützt wurde das Marketing durch mit Philipp Mickenbecker befreundete Influencer, wie Samuel Koch, die O’Bros und die Real Life Guys.

## Rezeption
Die Bild beschrieb den Film als „Ehrlich, Schonungslos, aber auch hoffnungsvoll“.
Die Offenbach-Post schrieb: „Die Dokumentation ‚Philipp Mickenbecker – Real Life‘, ist das Vermächtnis eines außergewöhnlichen jungen Menschen, der uns lehrt, dass das Leben kostbar ist und dass wir, selbst in den dunkelsten Stunden, die Wahl haben, Freude zu empfinden“.
Laut der Bunten rühre der Film „zu Tränen“.
Die taz spricht von „popkultureller Frömmigkeit“ und  erkennt eine Verbindung zu „Life Lion“, einem „erzkonservativen“ YouTube-Kanal, der bis in den „verschwörungsideologischen Bereich“ führe.
Der Deutschlandfunk kritisiert den Film als „eine Mission, die befremdet.“